# Alberto Valera
Alberto Valera (Milano, 12 dicembre 1901 – Viggiù, 9 luglio 1991) è stato un cestista italiano.

## Carriera
È stato uno dei protagonisti dei successi dell'ASSI Milano negli anni venti: ha giocato con la società milanese dal 1921 al 1927, saltando solo il campionato del 1925 e vincendo cinque scudetti. È stato anche tra i pionieri della nazionale maschile, con cui ha giocato le prime due partite della sua storia sportiva.

## Statistiche

### Cronologia presenze e punti in Nazionale
| Cronologia completa delle presenze e dei punti in Nazionale - Italia | Cronologia completa delle presenze e dei punti in Nazionale - Italia | Cronologia completa delle presenze e dei punti in Nazionale - Italia | Cronologia completa delle presenze e dei punti in Nazionale - Italia | Cronologia completa delle presenze e dei punti in Nazionale - Italia | Cronologia completa delle presenze e dei punti in Nazionale - Italia | Cronologia completa delle presenze e dei punti in Nazionale - Italia | Cronologia completa delle presenze e dei punti in Nazionale - Italia |
| Data                                                                 | Città                                                                | In casa                                                              | Risultato                                                            | Ospiti                                                               | Competizione                                                         | Punti                                                                | Note                                                                 |
| -------------------------------------------------------------------- | -------------------------------------------------------------------- | -------------------------------------------------------------------- | -------------------------------------------------------------------- | -------------------------------------------------------------------- | -------------------------------------------------------------------- | -------------------------------------------------------------------- | -------------------------------------------------------------------- |
| 04/04/1926                                                           | Milano                                                               | Italia                                                               | 23 - 17                                                              | Francia                                                              | Amichevole                                                           | 6                                                                    | [ 2 ]                                                                |
| 18/04/1927                                                           | Parigi                                                               | Italia                                                               | 22 - 18                                                              | Francia                                                              | Amichevole                                                           | 4                                                                    | [ 2 ]                                                                |
| Totale                                                               |                                                                      | Presenze                                                             | 2                                                                    |                                                                      | Punti                                                                | 10                                                                   |                                                                      |

## Palmarès
- Campionato italiano: 5

ASSI Milano: 1921, 1922, 1924, 1926, 1927